# Список авиакомпаний Тринидада и Тобаго
Список авиакомпаний Тринидада и Тобаго
В Тринидаде и Тобаго действует 1 авиакомпания.